# Härad
Härad est une localité de Suède dans la commune de Strängnäs située dans le comté de Södermanland.
Sa population était de 551 habitants en 2019.